# Heristone Wafula
Heristone Wanyonyi Wafula (30 de junio de 2003) es un deportista de Kenia que compite en atletismo en la disciplina de marcha atlética. Compite en 10 km marcha y 20 km marcha. Ganó una medalla de oro en el Campeonato Mundial de Atletismo Sub-20 de 2021, en la prueba de 10 km marcha. Esta sería la primera vez que un keniano ganase un título mundial en cualquier competencia de caminata.
En 2022 obtuvo el 27º puesto en 10 km marcha masculino en el Campeonato Mundial Juvenil en Cali, Colombia. Compitiendo por primera vez fuera de su país natal, Wafula obtuvo el cuarto lugar rompiendo el récord de Kenya con un tiempo de 45:18 minutos.